# Peter Straub
Peter Straub   (Milwaukee, 2 de març de 1943 - Nova York, 4 de setembre de 2022) fou un novel·lista, contista i poeta estatunidenc especialitzat amb el gènere del terror. Les seves històries de caràcter macabre han rebut diversos premis importants en l'àmbit anglosaxó: Bram Stoker Award", "World Fantasy Award" i "International Horror Guild Award", la qual cosa el col·locà entre els autors més premiats del gènere del seu temps.

## Biografia
Straub va estudiar a les universitats de Wisconsin-Madison i Columbia. Va ser docent durant un breu període a la University School of Milwaukee per posteriorment mudar-se a Dublín on va començar a escriure professionalment.
Després de diversos intents, va atraure l'atenció de la crítica i del públic a la seva cinquena novel·la: Ghost Story (1979); va ser portada al cinema, protagonitzada per l'actor Fred Astaire. Altres novel·les d'èxit són: The Talisman (1983) i Black House (2001), en les quals va col·laborar amb un antic amic seu: l'escriptor Stephen King.
Altres obres: Koko (1988), Mystery (1990), The Throat (1993) i In the night room (2004). També va editar un volum de contes d'H. P. Lovecraft. La seva novel·la Mr. X homenatge també a Lovecraft.
Com a poeta, va publicar els llibres My Life in Pictures (1971), Open air (1972), Ishmael (1972) i Leeson Park and Belsize Square: Poems 1970 - 1975 (1983).